# رضوان برحيل
رضوان برحيل (مواليد 14 أكتوبر 1992 ) بمدينة الدار البيضاء، المغرب هو مغني مغربي. حققت أغنية أواه  التي ٱشتهر بها نسبة مشاهدة عالية بلغت أكثر من 33 مليون مشاهدة على قناة يوتيوب الخاصة بالفنان المغربي سعد لمجرد الذي يرعاه فنياً.

## بداياته
كانت بدايته في برنامج ستوديو دوزيم لاكتشاف المواهب المغربية الشابة، والذي شارك في دورته التاسعة سنة 2012 لكنه لم يفز باللقب.

## أعماله
- 2015 : أواه
- 2016 : عزها تعزك
- 2017 : قرار
- 2017 : واش
- 2018: بارانويا